# 笹賀村 (長野県)
笹賀村（ささがむら）は長野県中西部に存在した村（1889年4月1日-）。1954年8月1日に昭和の大合併で松本市に編入された。

## 地理
- 河川：奈良井川
- 最低標高：590m
- 最高標高：634m

南北に細長い村である。最低標高と最高標高の差が44mしかない平坦な村であった。

## 歴史
- 平安時代 - 村の一部の地区が朝廷の荘園「捧の庄」（ささげのしょう）に属していた。地名も「ささげ」が「ささが」に変化したことによる。小俣地区は平安時代の終わりに諏訪神社領となった。
- 1874年（明治7年）10月25日 - 筑摩県筑摩郡二子村・神戸村・神戸新田村・小俣村・今村が合併して笹下村となる。
- 1876年（明治9年）8月21日 - 笹下村が長野県の所属となる。
- 1879年（明治12年）
  - 1月4日 - 郡区町村編制法の施行により、笹下村が東筑摩郡の所属となる。
  - 7月1日 - 笹下村が分割して今村・小俣村・神戸村・神戸新田村・二子村となる。
- 1889年（明治22年）4月1日 - 町村制の施行により、今村・小俣村・神戸村・神戸新田村・二子村の区域をもって笹賀村が発足。
- 1954年（昭和29年）8月1日 - 松本市に編入。同日笹賀村廃止。

## 行政
- 廃止時の村長：杉山治人（1949年5月17日就任）
  - 助役：高山国次
  - 収入役：赤羽和夫

## 教育
- 笹賀村立笹賀小学校
- 組合立菅野中学校